# Iacopo da Benevento (frate domenicano)
Iacopo da Benevento o Jacopo (fl. 1360 circa) è stato un frate domenicano e letterato mediolatino.
Non va confuso con l'omonimo giudice Iacopo da Benevento (fl. 1250 ca.), della cerchia di Federico II di Svevia, che fu autore della commedia elegiaca De uxore cerdonis.

## Opere

### Viridarium consolationis
Giacomo fu autore di un'opera in latino, Viridarium consolationis de vitiis et virtutibus, una silloge di auctoritates raccolte a beneficio dei predicatori. Dell'opera esiste anche un volgarizzamento in toscano, che in passato si tendeva ad attribuire, in maniera spuria, a Bono Giamboni, vissuto però nel secolo precedente, o al figlio di costui, Iacopo Giamboni, morto nel 1344.

### Spurie:Carmina moralia
In passato gli erano attribuiti i Carmina moralia, versione latina dei Proverbi di Schiavo di Bari. Oggi i Carmina sono invece sicuramente attribuiti al già citato omonimo Iacopo da Benevento, secondo un'ipotesi già avanzata in via dubitativa da Charles Homer Haskins nel 1928.